# De sonometer
De sonometer is een stripverhaal uit de reeks van Suske en Wiske. Het was bedoeld om gepubliceerd te worden als negende verhaal in het weekblad Kuifje (als onderdeel van de toenmalige blauwe reeks). Vanwege meningsverschillen tussen Hergé en Willy Vandersteen ging dit echter uiteindelijk niet door. 
Vandersteen begon in 1959 – direct na de voltooiing van Het gouden paard – zelf nog met enkele schetsen voor dit nieuwe verhaal, maar heeft dit nooit verder uitgewerkt. In 2020 hebben François Corteggiani en Dirk Stallaert alsnog een eigen volledige versie van het verhaal gemaakt. 

## Achtergronden bij de albumuitgave
Het verhaal zou zich deels afspelen in Japan en geluidsoverlast als centraal thema hebben. Het bevatte een verwijzing naar Sony. Standaard Uitgeverij liet in 2019 en 2020 alsnog een volledige versie van dit verhaal maken door Corteggiani en Stallaert, om deze versie eind 2020 uit te brengen ter gelegenheid van de 75ste verjaardag van de Suske en Wiske-hoofdreeks, als hommage aan de blauwe reeks.
Het verhaal werd voorgepubliceerd in De Telegraaf vanaf 29 augustus 2020 en op 4 november 2020 kwam het uit als album.

## Personages
- Suske, Wiske, Lambik, postbode, Japanse inbreker, spion, professor Tellenbol, telefoniste, bediende, broeders van de Dorotaba Mengo (drievingerige hand)[4], doctor Takatazara, Fujiko, Tezuka, Sato, Masahiro, piloten, stewardessen, passagiers vliegtuig, bewaker

## Locaties
- België, Japan, Fukagawa, haven, vliegveld Haneda, hotel Doraemon, Shabu Shabu

## Verhaal van de versie uit 2020
Suske en Wiske gaan op bezoek bij Lambik, die net verhuisd is van zijn villa in De Kempen naar de stad. Hij denkt dat hij een amateur-chemicus is, maar veroorzaakt een ontploffing. Een postbode bezorgt een pakket, maar dit blijkt niet voor Lambik bestemd. Als de drie vrienden het voorwerp bezorgen bij de juiste geadresseerde, zien ze een inbreker. Iets later ontmoeten ze professor Tellenbol en ze horen dat hij een sonometer ontwerpt, waar het voorwerp voor nodig is. De inbreker heeft dit voorwerp niet kunnen bemachtigen, aangezien het bij Lambik werd bezorgd. Dit alles wordt in de gaten gehouden door ninja-spionnen. Ze kunnen voorkomen dat de professor ontvoerd wordt door de inbreker en handlangers, maar ze ontvoeren hem zelf en brengen hem met een vliegtuig naar Japan.
De vrienden reizen ook naar Japan om de professor te bevrijden. De professor is inmiddels op het vliegveld ontvoerd door broeders van de Dorotaba Mengo. Suske heeft tijdens het gevecht bij de professor een hotelsleutel te pakken gekregen en ze gaan naar dit hotel. Ze kunnen met de professor ontkomen aan de broeders van de Dorotaba Mengo en ze gaan met een gestolen vliegtuig naar Shabu Shabu. Doordat er een radarbaken aan het vliegtuig zit, kan de broederschap met een onderzeeër bij het eiland komen. Daar is in een vallei een gemeenschap gesticht door doctor Tezuka zoals in het Tokugawa-tijdperk. Na het oorverdovende kabaal van de atoombommen wilde deze doctor rust en hij wil de sonometer hiervoor gebruiken, zodat alleen geofonie en biofonie hoorbaar zijn.
De broederschap komt bij het eiland en met behulp van ultrasone geluiden kunnen ze hen verjagen, maar de sonometer ontploft. De doctor besluit dat hij mensen gelukkig wil maken, want hij vindt dat het lot bepaald heeft dat zijn idee omtrent de sonometer niet wordt uitgevoerd. Hij wil mangaka worden.